# 龙岩寺 (陵川)
35°45′47″N 113°11′10″E / 35.76306°N 113.18611°E
龙岩寺位于中国山西省陵川县礼义镇梁泉村，2001年被列为第五批全国重点文物保护单位。
龙岩寺始建年代不详，原称龙泉寺，唐代改称龙严寺，金代改为现名。寺坐北朝南，南北长58米，东西宽31.6米，分为上下两院。现存建筑有山门基址、过殿、正殿、垛楼、耳殿、禅房等，其中过殿建于金天会七年（1129年），面阔进深各三间，单檐悬山顶，其它建筑为明代所建。